# Lex Canuleia
Droit romain et lois romaines
Lex Trebonia
(448 av. J.-C.) Lex Aemilia
(434 av. J.-C.)
La Lex Canuleia est une loi romaine proposée par le tribun de la plèbe Caius Canuleius et votée en 445 av. J.-C. Cette loi lève l'interdiction des mariages mixtes entre plébéien et patricien inscrite dans les dernières tables de la loi des Douze Tables en 450 av. J.-C.

## Contexte
En 451 av. J.-C. est instituée une nouvelle magistrature, le décemvirat législatif à pouvoir consulaire, dont la mission consiste en la mise par écrit des lois romaines. Selon la tradition, le premier collège de décemvirs rédige les premières lois regroupées en dix tables. Le deuxième collège élu l'année suivante achève la rédaction du corps de loi en ajoutant les deux dernières tables. Mais au lieu d'abdiquer une fois sa mission accomplie, ce deuxième collège se maintient au pouvoir illégalement avant d'être renversé à l'issue d'un mouvement populaire permettant le rétablissement du consulat. Parmi les dernières lois ajoutées figure une loi annonçant la volonté des patriciens de s'organiser en un système de caste fermée. Ainsi, une des douze lois limite le droit de contracter un mariage légal (ius conubii ou ius matrimonium) en interdisant les mariages mixtes patricio-plébéiens.

## Passage de la loi
En 445 av. J.-C., au début de son mandat de tribun de la plèbe, Caius Canuleius propose plusieurs lois dont une qui prévoit de lever l'interdiction des mariages entre patriciens et plébéiens, et une autre qui permet aux plébéiens d'accéder au consulat. Sous la pression de menaces de guerres extérieures, les sénateurs cèdent sur la question du mariage et l'interdiction est levée, cinq ans seulement après son instauration,. La Lex Canuleia est votée par les comices tributes et les consuls espèrent ainsi que le peuple, satisfait, se mobilise sans incident. Selon Tite-Live, les enfants nés d'un mariage mixte héritent du statut social de leur père. La possibilité de contracter de tels mariages permet de nouvelles alliances matrimoniales entre l'élite plébéienne et certaines familles patriciennes, renforçant le poids politique des partisans de l'égalité entre les deux classes.

## Conséquences
Ce succès encourage les tribuns de la plèbe, excepté Caius Furnius qui seul s'y oppose, à demander le droit d'élire des consuls plébéiens. Le Sénat refuse de céder une seconde fois mais pour éviter une nouvelle sédition, les sénateurs proposent une mesure de compromis avec la création du tribunat militaire à pouvoir consulaire ouvert aux candidats plébéiens et patriciens, une magistrature partageant presque tous les pouvoirs du consulat, excepté ceux donnés à une nouvelle magistrature patricienne, la censure. Néanmoins, les trois premiers tribuns consulaires élus sont tous patriciens et abdiquent peu de temps après, laissant place à des consuls élus parmi le patriciat, confortant le monopole que les patriciens tentent d'établir sur l'accès au pouvoir.
Si les plébéiens peuvent se réjouir du rétablissement du mariage mixte entre les deux ordres, l'égalité des droits est encore loin d'être atteinte et la lutte pour imposer l'élection systématique d'au moins un consul plébéien se poursuit jusqu'aux lois licinio-sextiennes de 367 av. J.-C.

## Anecdote
La Lex Canuleia sert de prétexte à un des célèbres jeux de mots du professeur Chipping dans Good Bye, Mr. Chips de James Hilton : Whenever his Roman History forms came to deal with the Lex Canuleia, the law that permitted patricians to marry plebeians, Chips used to add: « So that, you see, if Miss Plebs wanted Mr. Patrician to marry her, and he said he couldn’t, she probably replied: ‘Oh yes, you can, you liar!' ». Dans la VF du film de 1939, M. Chips dit : « Si M. Patricien disait à Mlle Plèbe qu'il regrettait beaucoup, mais qu'il n'avait pas droit de l'épouser; après la publication de la Lex Canuleia, elle répondait probablement "Mais si, tu l'as, canular" ».